# Izydor Mikołaj Prokopp
Izydor Mikołaj Prokopp (ur. 18 lutego 1894 w Białymstoku, zm. 1 czerwca 1961 w Warszawie) – polski strażak, filozof.

## Życiorys
Urodził się 18 lutego 1894 w Białymstoku i tam ukończył szkołę miejską. W 1911 wstąpił do Wileńskiej Szkole Wojskowej, którą ukończył w 1914.
Brał udział w I wojnie światowej i trafił do niewoli niemieckiej. Od 1918 służył w Wojsku Polskim i brał udział w wojnie 1918–1919 jako dowódca kompanii piechoty w stopniu podporucznika. Pełnił różne funkcję w wojsku, był między innymi komendantem Wojskowej Straży Pożarnej w Brześciu nad Bugiem już w stopniu kapitana WP.
W 1926 zostaje zdemobilizowany i z dniem 1 czerwca 1926 obejmuje obowiązki komendanta Warszawskiej Straży Ogniowej. Wykazuje rzutkość w działaniu i energię w prowadzeniu powierzonej mu jednostki. Doprowadza do całkowitej motoryzacji straży w Warszawie i od 1928 konie przestały być na wyposażeniu WSO. Dbałość o wyszkolenie podległego mu personelu zaowocowała zajęciem pierwszego miejsca na III Ogólnopolskim Zjeździe Straży Pożarnych w Poznaniu w 1927.
W 1934 uzyskał doktorat z filozofii na Uniwersytecie Warszawskim za pracę pod tytułem: „Historia bezpieczeństwa ogniowego w Królestwie Polskim w latach 1831–1855”, oraz zakończył pracę na stanowisku komendanta. Następnie pełnił obowiązki inspektora pożarnictwa w stołecznym województwie. Od stycznia do września 1939 pełnił obowiązki komendanta Centralnego Ośrodka Wyszkolenia Pożarniczego w Warszawie.
W czasie kampanii wrześniowe 1939 po przedostaniu się na Węgry zostaje internowany.
W 1945 powraca do Polski i podejmuje pracę w inspektoracie pożarnictwa.
Zmarł w Warszawie 1 czerwca 1961 i został pochowany na cmentarzu komunalnym na Powązkach (kwatera A19-8-12).

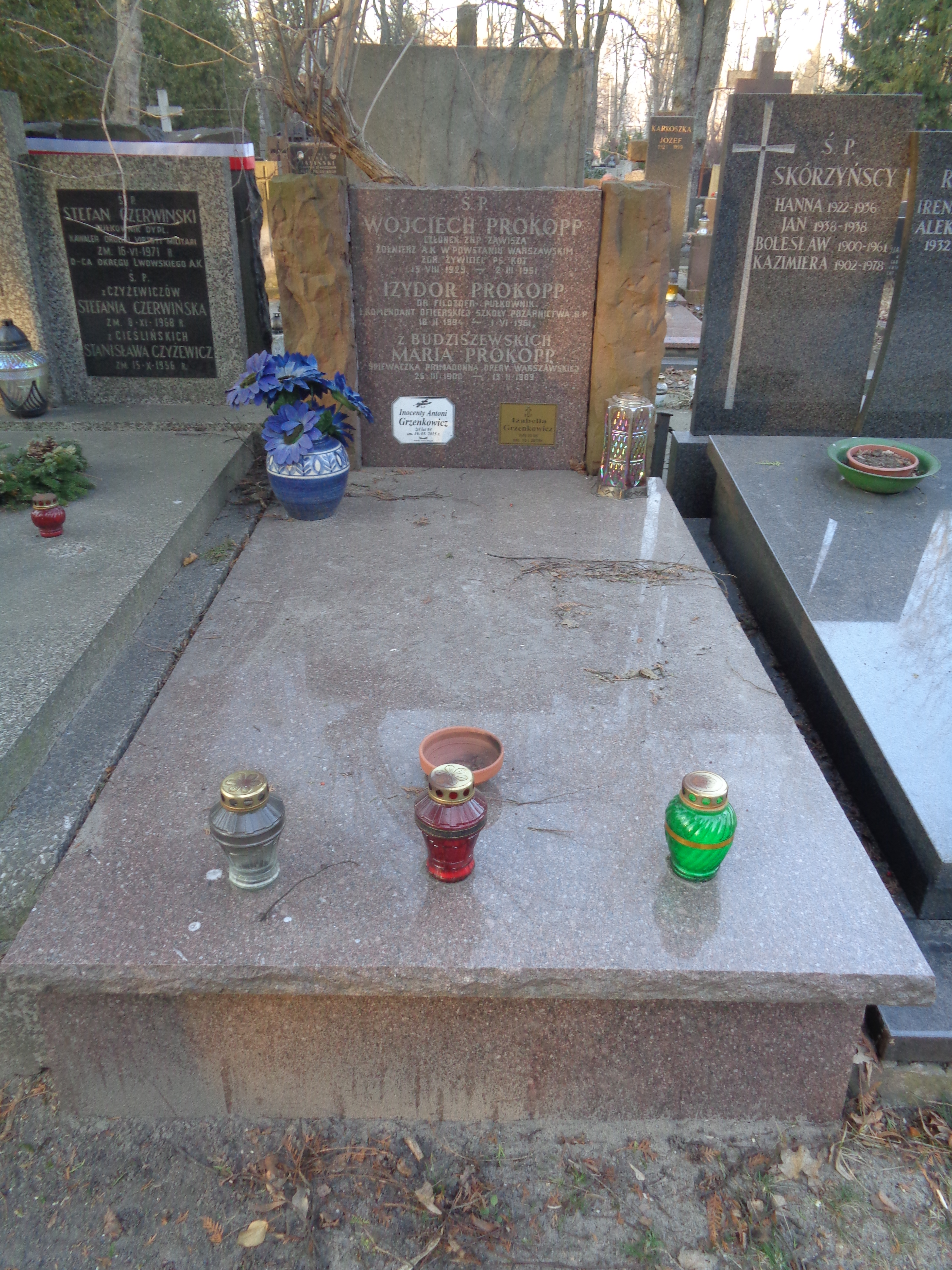
Nagrobek na Cmentarzu Wojskowym na Powązkach